# Cédric Fragnière
Cédric Fragnière (* 16. Februar 1976 in Gumefens) ist ein ehemaliger Schweizer Radrennfahrer.

## Karriere
Der Radsportler Fragnière machte erstmals im Jahr 1997 auf sich aufmerksam, als er mit der Mannschaft VC Pédale Bulloise die Silbermedaille im 4er-Mannschaftszeitfahren bei den Schweizer Meisterschaften erringen konnte. In der folgenden Saison sicherte er sich dann den Meistertitel der Nachwuchsklasse im Strassenrennen und wurde Dritter in der Gesamtwertung der La Transalsace. Auch im Teamzeitfahren konnte er mit seinen Mannschaftskollegen wieder eine vordere Platzierung beim Wettbewerb in Muhen herausfahren. Damit konnte sich der Schweizer für seinen ersten Profivertrag empfehlen, den er beim Post Swiss Team zum Jahr 1999 erhielt.
Nach einer Saison, in der Fragnière keine Podiumsplatzierungen herausfahren konnte, wechselte er 2000, wie auch einige andere Teamkollegen, zum neugegründeten Rennstall Phonak Hearing Systems. In seinem ersten Jahr wurde er Dritter beim Grand Prix La Liberté in Fribourg und holte zwei weitere Top-Ten-Plätze. Sein grösster Erfolg 2001 war der fünfte Rang in der Tour du Jura. Danach schaffte er noch zwei weitere Platzierungen unter den besten Zehn. Im folgenden Jahr wurde er zur ersten Grand Tour für ihn persönlich und das Team Phonak nominiert, nämlich zum Giro d’Italia. Diesen musste er allerdings schon auf der zweiten Etappe aufgeben. Dennoch war die Saison 2002 für Fragnière die erfolgreichste seiner Profilaufbahn: Beim Rennen Chur-Arosa wurde er Dritter, auf der zweiten Etappe des Critérium International belegte er Platz vier. Ausserdem gelangen ihm vier weitere Top-Ten-Ergebnisse.
Zum Jahr 2003 wechselte Fragnière zur französischen Formation Crédit Agricole, wo er bis August unter Vertrag stand. Danach beendete er seine Karriere als Berufsrennfahrer.

## Erfolge
1997
- Schweizer U23-Meisterschaften – Mannschaftszeitfahren

1998
- Schweizer U23-Meisterschaften – Straßenrennen